# Маяковская, Людмила Владимировна
Людми́ла Влади́мировна Маяко́вская (12 [24] августа 1884, Фиолетово, Эриванская губерния — 12 сентября 1972, Москва) — русская советская художница, текстильный дизайнер, пропагандистка промышленной аэрографии, педагог и изобретатель; старшая сестра поэта Владимира Маяковского. Член Союза художников СССР (1961), заслуженный работник культуры РСФСР (1964).

## Биография

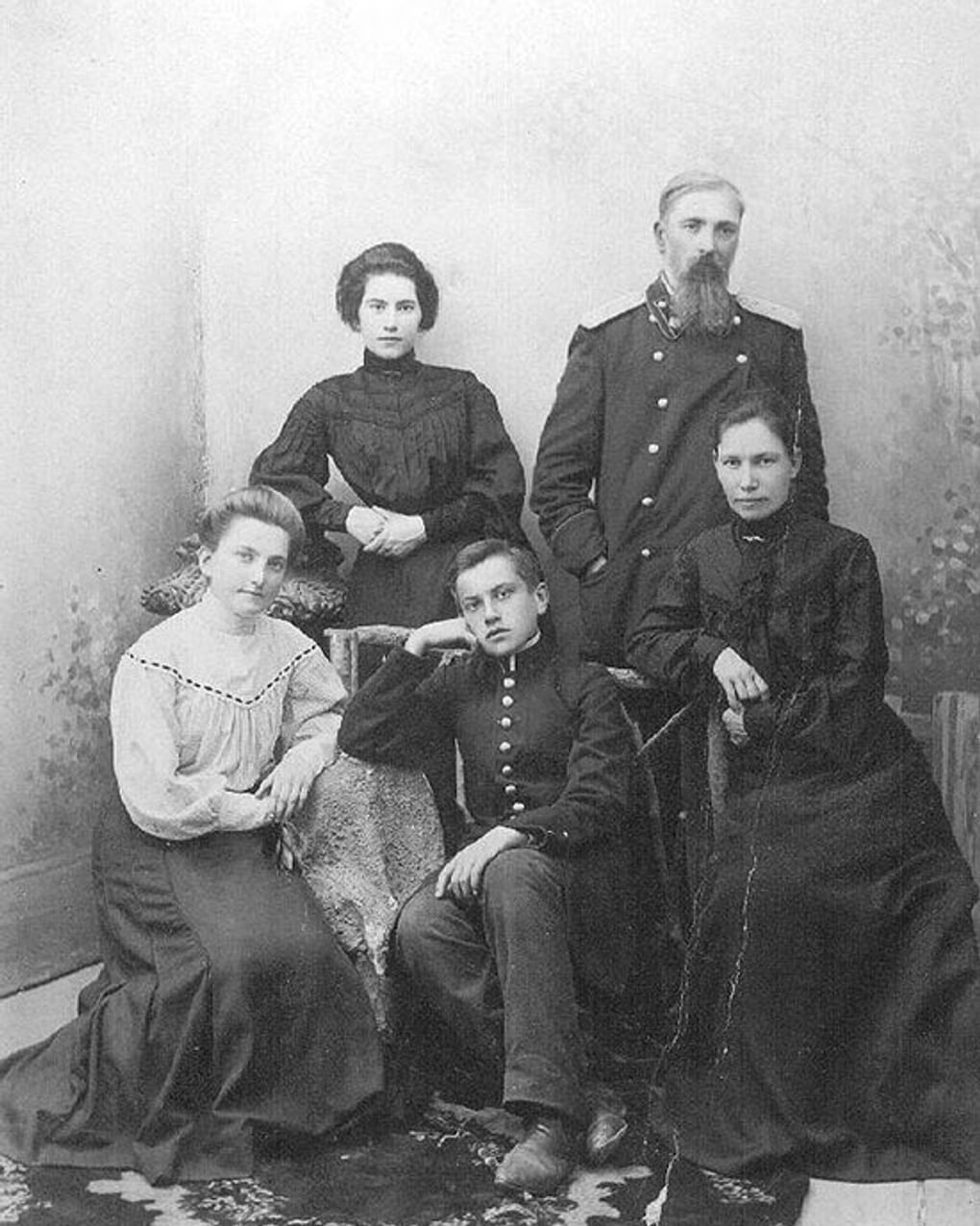
Семья Маяковских, Кутаиси, 1905. Людмила Маяковская стоит слева

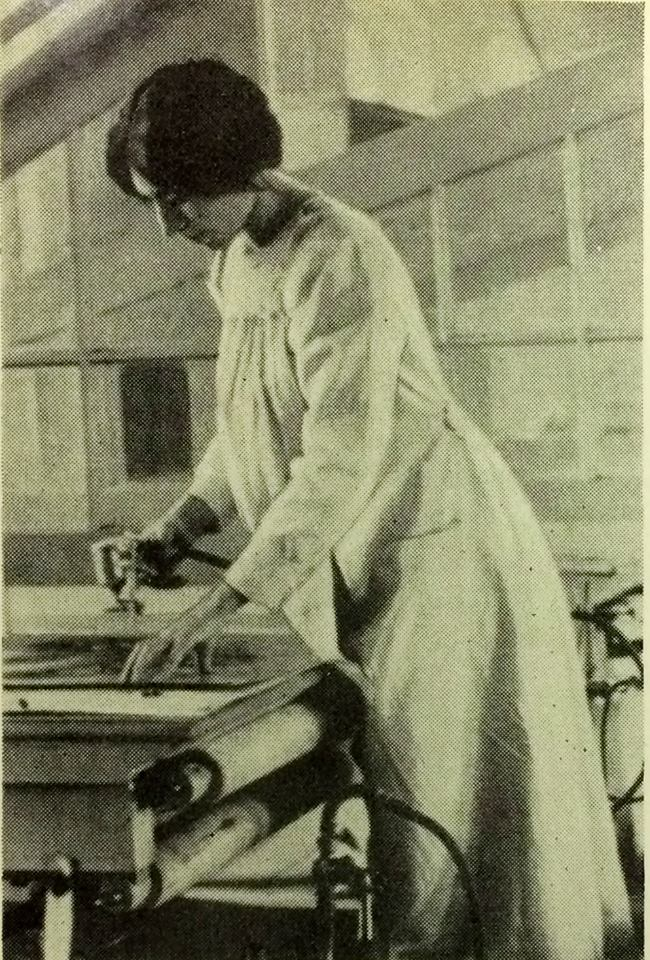
Людмила Маяковская за работой

Родилась 24 августа 1884 года в селе Фиолетово (Эриванская губерния), в семье лесничего.
В 1910 году окончила Императорское Строгановское училище, работала художником-дизайнером по тканям на московских комбинатах «Трехгорная мануфактура», где заведовала мастерской аэропечатания, и «Красная Роза». Маяковская являлась первой в России женщиной на фабрике, которая занимала административно-техническую должность до Революции 1917 года.
Помогала Владимиру Маяковскому готовить плакаты «Окна РОСТА» — способ тиражирования плакатов по трафарету был схож с методами изготовления набивных тканей, и Людмила даже принесла с фабрики инструменты для работы, что позволяло выпускать до 150 плакатов с одного шаблона.
В 1925 году участвовала во Всемирной выставке в Париже, где получила серебряную медаль за представленные ею работы. В том же году в России изобрела и запатентовала новый способ получения рисунков (заявочное свидетельство на изобретение № 5047 от 25 ноября 1925 года).
С 1929 по 1949 год преподавала на факультете художественного оформления ткани Московского текстильного института, была доцентом кафедры специальных композиций. Готовила художников по ткани в ВХУТЕМАСе. Среди её учеников были такие художники, как Татьяна Клюкас, Наталья Ганина-Кравцова, Наталья Киселева и др.
После гибели Владимира Маяковского была членом Государственной комиссии по изданию его полного собрания сочинений и одним из его редакторов (при этом выступала категорически против опубликования интимной переписки брата с Лилей Брик), много лет добивалась открытия мемориального Музея В. В. Маяковского в его квартире на Лубянке, передала в дар этому музею более 15 тысяч мемориальных предметов. Была консультантом при создании фильма «Маяковский начинался так» (Грузфильм, 1956).
С 1925 по 1972 годы опубликовала ряд профессиональных и биографических статей в газетах и журналах, таких как «Труд», «Молодёжь Алтая», «Октябрь», «Калининская правда», «Ленинские искры», «Смена», «Молодая гвардия», «Заря Востока», «Вышка», «Детская литература», «Московский комсомолец», «Комсомольская правда», «Кубанские новости», «Литература и жизнь», «Комсомольское знамя», «Литературная газета», «Культура» и других.
Скончалась в 1972 году в Москве; похоронена на Новодевичьем кладбище (уч. 1), рядом c братом, матерью и сестрой.

## Семья
Отец — Владимир Константинович Маяковский (1857—1906), лесничий. Мать — Александра Алексеевна Маяковская (1867—1954), писательница
- Брат — Александр Владимирович Маяковский (1886—1890)
- Брат — Константин Владимирович Маяковский (1888—1891)
- Брат — Владимир Владимирович Маяковский (1893—1930), поэт
- Сестра — Ольга Владимировна Маяковская (1890—1949), секретарь[6]

Племянники:
- Никита Антонович Лавинский (1921—1986), скульптор
- Хелен Патрисия Томпсон (Елена Владимировна Маяковская) (1926—2016), писательница

## Творчество

### Прикладное искусство
Людмилу Маяковскую называют выдающимся мастером текстильного дизайна. Произведения художницы условно можно разделить на дореволюционную и советскую эпохи с характерными для обеих эпох тенденциями в прикладном искусстве. Её творчество заложило основу прикладному русскому авангарду и феминистскому искусству России. Она обучала своих студентов революционным методам росписи ткани через распыление краски, развивала технику аэрографии, использовала воздух для печати и рисования. Маяковская была активным инициатором новых методов работы с аэрографией. Так, например, заведуя аэрограрным цехом на фабрике, она предложила использовать метод «разбрызгиваемого краппа», подразумевавший разбрызгивание красок вместо распыления и позволивший создавать невероятные, буквально «космические» узоры. Ею же были придуманы рисунки, создаваемые при помощи узлов, верёвочных сеток, сжатия и прошивки ткани. Произведения Людмилы Маяковской неоднократно экспонировались на международных, советских и российских выставках и получали призы. Имя Людмилы Маяковской включено в каталог «Женщины русского авангарда», изданный в США. Работы Маяковской для американского каталога отобрал лично Джорджо Армани, выделив их из всех на выставке в Италии в 1987 году.

### Живопись
Живописное наследие Людмилы Маяковской составляют два альбома с карандашными рисунками (1899), открытка «Старец, играющий на гуслях» (1905), выполненная рукой художницы, а также акварельный рисунок «Путя на диване» (1936), нарисованный Людмилой Маяковской в Москве.

## Награды и звания
- Доцент МТИ (1920)
- Серебряная медаль Всемирной выставки в Париже (1925)
- Диплом и 2-я премия 1-й художественной выставки «Бытовой советский текстиль» (1929)
- Медаль «В память 800-летия Москвы» (1948)
- Член Союза художников СССР (1961)
- Заслуженный работник культуры РСФСР (1964)
- Орден Трудового Красного Знамени (30.09.1964)[15]

## Память

### Выставки
В Музее Маяковского открыта экспозиция, посвящённая Людмиле Маяковской.
Работы Маяковской экспонировались на выставках в Италии и Великобритании в 1987 году, а также были представлены в музейно-выставочном центре ВДНХ «Рабочий и колхозница» на выставке «Международный женский день. Феминизм: от авангарда до наших дней» весной 2013 года и на ретроспективной выставке «Уроки рисования», проходившей в Москве в Институте русского реалистического искусства в ноябре 2014 — марте 2015 годов и приуроченной к 190-летию Художественно-промышленной академии имени Строганова.
3 января 2019 года Государственный музей В. В. Маяковского открыл виртуальную выставку «Людмила Маяковская. Сто мужчин и одна женщина», посвященную Людмиле Маяковской.

### Портреты с Людмилой Маяковской
Существует четыре прижизненных портрета Людмилы Маяковской.
- В. В. Маяковский — Фотокопия с картины «Портрет сестры Людмилы». Акварель. 1911 (оригинал утрачен)
- Е. А. Ланг — «Портрет Л. В. Маяковской». Масло. 1963
- В. В. Варт-Патрикова — «Портрет Л. В. Маяковской». Карандаш
- Неизвестный художник — «Портрет Л. В. Маяковской». Уголь

### Киновоплощения
- 1958 — фильм «Маяковский начинался так…», СССР (в роли Людмилы Маяковской — Максимова, Антонина Михайловна)
- 2011—2013 — сериал «Маяковский. Два дня», Россия (в роли Людмилы Маяковской — Строгова, Светлана Николаевна)